# فرودگاه آبی دریاچه روند لک (دریاچه ویگمو)
فرودگاه آبی دریاچه روند لک (دریاچه ویگمو) (به انگلیسی: Round Lake (Weagamow Lake) Water Aerodrome) یک فرودگاه همگانی است که یک باند فرود آب دارد. این فرودگاه در کشور کانادا قرار دارد و در ارتفاع ۲۹۰ متری از سطح دریا واقع شده است.